# Julian Blake
Julian „Bud“ Blake (* 13. Februar 1918 in Nutley, New Jersey; † 26. Dezember 2005 in Portland, Maine) war ein US-amerikanischer Comiczeichner.

## Leben
Julian „Bud“ Blake entwickelte den ausgezeichneten Comic Strip „Tiger“, der weltweit in unterschiedlichen Zeitungen erschien (im deutschsprachigen Raum auch unter dem Titel „Leo“). Tiger wurde 1970, 1978 and 2000 von der National Cartoonists Society zum besten Comic-Strip gewählt. Blake verarbeitete in seinem Comic seine Kindheitserlebnisse und zeichnete noch bis zum 85. Lebensjahr. Vor seiner Karriere als Comiczeichner war Blake Kunstdirektor einer Werbeagentur.
Blake hinterließ seinen Sohn Julian Blake und seine Tochter Mariane.